# Thư viện Quốc gia Lào
Thư viện Quốc gia Lào (tiếng Lào: ຫໍສະໝຸດແຫ່ງຊາດ)  tọa lạc ở Viêng Chăn, Lào. Thư viện này được thành lập vào năm 1956. Bắt đầu từ tháng 10 năm 2007, thư viện đã hợp tác với Đại học Passau và Thư viện Bang Berlin (Staatsbibliothek zu Berlin Preußischer Kulturbesitz) nhằm tạo ra Thư viện Kỹ thuật số Bản thảo Lào (ໂຄງການຫໍສະໝຸດດິຈິຕອລໜັງສືໃບລານລາວ). Chính phủ Cộng hòa Dân chủ Nhân dân Lào đã cấp phép cho bộ sưu tập bản thảo này được truy cập qua Internet.